# 第一次伊斯图里斯内阁
第一次伊斯图里斯内阁（西班牙語：Primo Gobierno de Istúriz）是西班牙于1836年5月15日组织的一届内阁，政府首脑弗朗西斯科·哈维尔·德伊斯图里斯仅为代理首相。此内阁任内再一次解散了代表院，并举行了1836年内的第二次大选，企图使拥护1834年王室宪章的力量在议会中占得多数。然而，进步党随即在全国各地发动起义以为回应。8月，摄政两西西里的玛丽亚·克里斯蒂娜携女儿（即伊莎贝尔女王）到拉格兰哈-德圣伊尔德丰索（今雷亚尔锡蒂奥-德圣伊尔德丰索）度假时，当地的驻军和王宫守卫当其面发动兵变，要求复行1812年宪法及罢免现内阁、邀请何塞·马里亚·卡拉特拉瓦和胡安·阿尔瓦雷斯·门迪萨瓦尔组织新内阁，伊斯图里斯内阁因此倒台。

## 组成人员
| 职务           | 姓名                                   | 就任日期      | 离任日期      | 所属政党 | 所属政党 |
| -------------- | -------------------------------------- | ------------- | ------------- | -------- | -------- |
| 首相           | 弗朗西斯科·哈维尔·德伊斯图里斯（代理） | 1836年5月15日 | 1836年8月14日 |          | 温和党   |
| 国务大臣       | 弗朗西斯科·哈维尔·德伊斯图里斯         | 1836年5月15日 | 1836年8月14日 |          | 温和党   |
| 恩典和司法大臣 | 曼努埃尔·巴里奥·阿尤索                 | 1836年5月18日 | 1836年8月14日 |          | 温和党   |
| 战争大臣       | 安东尼奥·塞瓦内                        | 1836年5月15日 | 1836年6月8日  |          | 进步党   |
| 战争大臣       | 圣地亚哥·门德斯·比戈                   | 1836年6月8日  | 1836年8月14日 |          | 无党籍   |
| 海军大臣       | 安东尼奥·阿尔卡拉·加利亚诺             | 1836年5月15日 | 1836年8月14日 |          | 温和党   |
| 财政大臣       | 何塞·本图拉·德阿吉雷·索拉特            | 1836年5月15日 | 不详          |          | 温和党   |
| 王国内政大臣   | 里瓦斯公爵 安赫尔·德萨韦德拉           | 1836年5月15日 | 1836年8月14日 |          | 温和党   |

### 引用
1. ↑  Urquijo Goitia 2008，第36頁.